# 田中将介
田中 将介（たなか まさゆき、1992年10月1日 - ）は、日本の記者・起業家。フリーライター ・記者、実業家のマネージャーを経て、起業。

## 人物・経歴
東京都に生まれる。練馬区で育つ。練馬区立光和小学校、國學院大學久我山中学校・高等学校を経て、立教大学現代心理学部を卒業。東日本大震災を契機に社会問題への関心を持つ。在学中、国際NGOのインターンとしてカンボジアに在住したことをきっかけに取材活動を始める。20ヶ国以上の海外1人旅、イギリス・オックスフォードへの留学などを経験。大学卒業後はマスコミを受験したが就職できず、フリーライターとなった。
2018年4月、練馬区長選挙に25歳で出馬。約2万票（3位）を獲得するも落選（当選した前川燿男とは約8万票差）。この立候補については、フジテレビジョンの『ザ・ノンフィクション』に「僕、区長選に出馬します」として取り上げられ、選挙終了後の同年4月29日に放映された。立候補に必要な費用は自弁と父からの借金でまかない、供託金は戻ってきたという。この立候補に際しては、「なぜ区議選ではないのか」という質問を複数寄せられ、それについては「社会の閉塞感をどうにかしたい」という思いが根底にあったと選挙後の文章で述べている。
週刊誌記者、実業家マネージャーを経て、起業。

## 書籍
- 『7日間ぼくの選挙戦記 25歳で区長選挙に出馬した理由』遊行社、2019年